# Cyprus op de Olympische Zomerspelen 2000
Cyprus nam deel aan de Olympische Zomerspelen 2000 in Sydney, Australië. Er werden geen medailles gewonnen. 

## Deelnemers en resultaten

### Atletiek
| Olympiër                                                                      | Discipline               | Resultaat | Prestatie                                         |
| ----------------------------------------------------------------------------- | ------------------------ | --------- | ------------------------------------------------- |
| Anninos Markoullidis                                                          | 100m (m)                 | 36e       | serie 8: 6de in 10,32 kwartfinale 5: 7de in 10,48 |
| Anninos Markoullidis                                                          | 200m (m)                 | 23e       | serie 5: 2de in 20,83 kwartfinale 4: 6de in 20,71 |
| Evripedes Demosthenous                                                        | 400m (m)                 | DNF       | serie 3: niet gefinisht                           |
| Costas Pochanis                                                               | 400m horden (m)          | 41e       | serie 6: 6de in 51,20                             |
| Stathis Stasi                                                                 | 3000m steeplechase (m)   | DNF       | serie 2: niet gefinisht                           |
| Anthimos Rotos Anninos Marcoullides Prodromos Katsantonis Yiannakis Zisimides | 4x100m (m)               | 25e       | serie 1: 5de in 39,75                             |
| Photis Stefani                                                                | polsstokhoogspringen (m) | 25e       | kwalificatie groep B: geen geldige sprong         |
| Yeorgios Andreou                                                              | tienkamp (m)             | DNF       | niet gefinisht                                    |
|                                                                               |                          |           |                                                   |
| Agni Charalambous                                                             | hoogspringen (v)         | 33e       | kwalificatie groep A: 15de met 1,80m              |

### Schietsport
| Olympiër           | Discipline | Resultaat | Prestatie                                  |
| ------------------ | ---------- | --------- | ------------------------------------------ |
| Antonakis Andreou  | skeet (m)  | 8e        | kwalificatie: 8ste met 122 punten (72-50)  |
| Georgios Achilleos | skeet (m)  | 23e       | kwalificatie: 23ste met 119 punten (71-48) |
|                    |            |           |                                            |
| Sophia Miaouli     | skeet (v)  | 9e        | kwalificatie: 9de met 69 punten            |

### Zeilen
| Olympiër            | Discipline  | Resultaat | Prestatie                                      |
| ------------------- | ----------- | --------- | ---------------------------------------------- |
| Demetris Lappas     | mistral (m) | 30e       | 213 punten: (28-16-20-32-27-33-31-29-30-19-13) |
|                     |             |           |                                                |
| Emilios Economidies | laser       | 40e       | 305 punten: (39-39-17-40-33-40-34-37-34-33-39) |

### Zwemmen
| Olympiër                    | Discipline           | Resultaat | Prestatie                     |
| --------------------------- | -------------------- | --------- | ----------------------------- |
| Stavros Michaelides         | 50m vrije slag (m)   | 27e       | serie 6: 4de in 23,05         |
| Chrysanthos Papachrysanthou | 100m vrije slag (m)  | 57e       | serie 5: 8ste in 52,82        |
| Alexandros Aresti           | 200m vrije slag (m)  | 49e       | serie 5: 8ste in 52,82        |
| Georgios Dimitriadis        | 200m wisselslag (m)  | 49e       | serie 1: 5de in 2.12,76       |
|                             |                      |           |                               |
| Anna Stylianou              | 100m vrije slag (v)  | 44e       | serie 2: 7de in 59,08         |
| Maria Papadopoulou          | 100m vlinderslag (v) | 32e       | serie 3: 1ste in 1.01,64 (NR) |
| Natalia Roubina             | 200m vlinderslag (v) | 30e       | serie 2: 6de in 2.17,01       |

Albanië · Algerije · Amerikaanse Maagdeneilanden · Amerikaans-Samoa · Andorra · Angola · Antigua en Barbuda · Argentinië · Armenië · Aruba · Australië · Azerbeidzjan · Bahama's · Bahrein · Bangladesh · Barbados · België · Belize · Benin · Bermuda · Bhutan · Bolivia · Bosnië en Herzegovina · Botswana · Brazilië · Britse Maagdeneilanden · Brunei · Bulgarije · Burkina Faso · Burundi · Cambodja · Canada · Centraal-Afrikaanse Republiek · Chili · China · Chinees Taipei · Colombia · Comoren · Congo-Brazzaville · Congo-Kinshasa · Cookeilanden · Costa Rica · Cuba · Cyprus · Denemarken · Djibouti · Dominica · Dominicaanse Republiek · Duitsland · Ecuador · Egypte · El Salvador · Equatoriaal-Guinea · Eritrea · Estland · Ethiopië · Fiji · Filipijnen · Finland · Frankrijk · Gabon · Gambia · Georgië · Ghana · Grenada · Griekenland · Groot-Brittannië · Guam · Guatemala · Guinee · Guinee‑Bissau · Guyana · Haïti · Honduras · Hongarije · Hongkong · Ierland · IJsland · India · Indonesië · Irak · Iran · Israël · Italië · Ivoorkust · Jamaica · Japan · Jemen · Joegoslavië · Jordanië · Kaaimaneilanden · Kaapverdië · Kameroen · Kazachstan · Kenia · Kirgizië · Koeweit · Kroatië · Laos · Lesotho · Letland · Libanon · Liberia · Libië · Liechtenstein · Litouwen · Luxemburg · Macedonië · Madagaskar · Malawi · Malediven · Maleisië · Mali · Malta · Marokko · Mauritanië · Mauritius · Mexico · Micronesië · Moldavië · Monaco · Mongolië · Mozambique · Myanmar · Namibië · Nauru · Nederland · Nederlandse Antillen · Nepal · Nicaragua · Nieuw-Zeeland · Niger · Nigeria · Noord-Korea · Noorwegen · Oeganda · Oekraïne · Oezbekistan · Oman · Oostenrijk · Pakistan · Palau · Palestina · Panama · Papoea-Nieuw-Guinea · Paraguay · Peru · Polen · Portugal · Puerto Rico · Qatar · Roemenië · Rusland · Rwanda · Saint Kitts en Nevis · Saint Lucia · Saint Vincent en Grenadines · Salomonseilanden · Samoa · San Marino ·  Sao Tomé en Principe · Saoedi-Arabië · Senegal · Seychellen · Sierra Leone · Singapore · Slovenië · Slowakije · Soedan · Somalië · Spanje · Sri Lanka · Suriname · Swaziland · Syrië · Tadzjikistan · Tanzania · Thailand · Togo · Tonga · Trinidad en Tobago · Tsjaad · Tsjechië · Tunesië · Turkije · Turkmenistan · Uruguay · Vanuatu · Venezuela · Verenigde Arabische Emiraten · Verenigde Staten · Vietnam · Wit-Rusland · Zambia · Zimbabwe · Zuid-Afrika · Zuid-Korea · Zweden · Zwitserland · Individuele olympische atleten